# Смотри по сторонам
«Смотри по сторонам» (англ. Better Watch Out) — австралийско-американский комедийный фильм ужасов 2016 года.

## Сюжет
Канун Рождества. Люк Лернер (Леви Миллер) — мальчик страдающий шизофренией  ждёт приезда своей няни — Эшли (Оливия Деджонг). Парень влюблён в неё, и так как скоро Эш переезжает, это Рождество-его последняя попытка влюбить в себя роковую блондинку. Вместе с своим другом — Гарретом (Эд Оксенбульд) они обсуждают некий план.
Эшли наконец-то то приезжает, и прежде чем оставить сына с няней, миссис Деандра Лернер (Вирджиния Мэндсен) объясняет ей, что Люк лунатик и ходит во сне. Дабы узнать, выходил ли он из комнаты, они с мужем каждую ночь кладут на дверную ручку карандаш.
Родители уезжают, а Люк спрашивает, чем Эшли любит заниматься, но та его игнорирует. Позднее он открывает бутылку шампанского, чтобы произвести на неё впечатление. Когда и это не удаётся,Люк смотрит с Эшли фильмы ужасов, а когда та пугается, пытается её поцеловать.
Неожиданно к ним доставляют горячую пиццу с сыром, а затем звонит телефон. Эшли поднимает трубку. За окном появляется жуткая тень, а говорящий утверждает, что видит её. События начинают выходить из под контроля. Входная дверь оказывается открытой, а все телефоны и гаджеты выходят из строя. Некстати приходит Гаррет, но тут кто-то выбивает окно на втором этаже кирпичом. На кирпиче надпись «Выйдешь из дома — умрёшь!». Девушка решает увезти детей на своей машине, но колеса оказываются спущены. Испугавшись, Гаррет выбегает через задний двор, но его убивают выстрелом. Эшли с Люком прячутся в гостиной, но за окном появляется силуэт человека и они убегают на второй этаж.
Няня с подопечным забираются на чердак. На лицо Эшли заползает домовой паук и она едва не ломает себе шею, чуть не упав с лестницы. Но её спасает Люк, а потом успокаивает девушку и уходит за огнестрельным оружием. Он приносит пистолет из спальни родителей и решает припугнуть грабителей, чтобы те ушли. Они прячутся в шкафу для одежды, но случайно активированная игрушка приводит к громким звукам, и неожиданно в комнату входит парень в странной лыжной маске с дробовиком, к которому прикреплён фонарик. Присмотревшись к нему, сквозь щели в шкафу, Эшли вспоминает, что уже видела эту маску на семейном фото Лернеров…
Под маской оказывается Гаррет. Таким образом, вторжение в дом было придумано Люком для соблазнения своей няни. Силуэт за окном оказывается бумажным манекеном, а на заднем дворе стоит самострел с бутафорской кровью. Окно было разбито с помощью катапульты, а все гаджеты были сломаны самим Люком. Вне себя от ярости, Эшли решает позвонить родителям Люка и идёт к выходу. Люк идёт за ней и даёт девушке пощечину, в результате чего она падает с лестницы и ударяется виском о ступеньку.
Эшли приходит в себя. Её руки и ноги крепко привязаны скотчем к стулу, а рот заклеен. Эшли угрожает подростку родителями, но Люк игнорирует это. Он решает отомстить девушке за игнорирование его ухаживаний, и предлагает Гаррету поиздеваться над своей няней вместе. Угрожая пистолетом, Люк заставляет связанную девушку играть в «Правда или вызов». Правила игры таковы: если Эшли выиграет, Люк отпустит её. Если проиграет, то она должна будет выпить шампанское, смешанное с наркотиком, дабы девушка не вспомнила рождественский инцидент и родители не узнали о случившемся. Люк решает обставить все так, словно Эшли разгромила их домашний бар и напилась. Синяки на её теле он собирается списать на случайное падение пьяной девушки с лестницы.
Эшли держится несколько раундов, но в конце концов проигрывает. Люк… ласкает её груди и возбуждается. Униженная девушка решает дать ему отпор, и рассказывает Гаррету о том, как Люк убил его хомячка, свалив все на несчастный случай, тем самым она ссорит друзей. Однако Люк все равно заставляет Эшли пить шампанское с наркотиком, но девушка разбивает бутылку, тем самым нарушив его планы. Раздаётся звонок в дверь. Эшли кричит, но Люк заклеивает ей рот, включает песню Бренды Ли  оставляет Гаррета сторожить няню, а сам направляется к входной двери - встречать незваного гостя.
Гостем оказывается Рики, парень Эшли, а приехал он по её просьбе. Люк заманивает его на второй этаж, сказав, что у Эш месячные и она сидит в туалете. Наверху подросток бьёт его алюминиевой бейсбольной битой по затылку. Рики приходит в себя, но Люк протыкает ему щёку карандашом и окончательно вырубает. Эшли тем временем доползает до осколка бутылки и прячет его в руке.
Рики тащат вниз и приклеивают скотчем к креслу. Люк убирает все следы крови и ДНК Рики на втором этаже. Гаррет решает уйти, но Люк шантажирует его тем, что его родители узнают об употреблении наркотиков, к тому же он соучастник. Внезапно всплывает, что в дом Рики пригласила вовсе не Эшли, а Люк, причем для своих целей. И, как выяснилось, у него есть план.
Используя телефон Эшли, подросток звонит от её имени Джереми — бывшему парню девушки, и просит его приехать. Пока Люк разговаривает с Джереми, Эшли пытается перерезать скотч, но ранит кожу и на пол стекает струйка крови. Рики замечает это и решает отвлечь детей, для чего мочится в штаны. Люк испуганно кричит, что мамочка поругает его за мокрый ковер. Похоже, это единственное, что его максимально волнует.
Пока Люк выносит мусор, Эшли вытирает кровь собственным носком и срезает скотч с одной руки. Пришедший с улицы Люк издевается над парой и пытает Рики, заставляя его употреблять марихуану, дым от которой выходит через дырку в щеке, причиняя ему боль. После чего он вместе с Гарретом оттаскивает его на кухню. Завязав Рики глаза галстуком отца, Люк решает поиграть в «Разрушителей легенд», а заодно показать другу, что будет, если человеку в голову прилетит банка краски, как в фильме «Один дома». В итоге банка просто расплющивает Рики голову, а Гаррета забрызгивает жёлтой краской. Эшли всё-таки перерезает скотч, изрезав пальцы осколком, и пытается выстрелить из пистолета, но оказывается, что Люк спрятал патроны.
Эшли выбегает на задний двор, но попадает под ловушку-степлер, замаскированную в кусте падуба. Гаррет, который боится ответственности и все ещё сообщник Люка, пытается помешать девушке сбежать, но сам попадает под обстрел гвоздями. Эшли же ударяет его ножкой стула и прыгает через забор. Она почти добегает до поющих колядочников, но ей в голову кидают тот самый кирпич и ранят. Колядочники ничего не замечают и продолжают петь…
Мы снова возвращаемся в дом Лернеров. Эшли снова в доме, но теперь накрепко перемотана гирляндой и скотчем. Она пытается докричаться сквозь скотч, в то время как мальчик мирно угощает колядочников какао. Вернувшись в дом, Люк постит с телефона Эшли запись в Твиттере: «Почему бывшие не могут просто отвалить?! Джереми так меня бесит…»
Из разговора Люка и Гаррета становится ясно, что Люк вообще не страдает никаким лунатизмом и что это тоже часть его плана. Лернер идёт встречать на улицу Джереми.
Люк просит Джереми написать письменное извинение, а затем убивает его во время написания, повесив сидящего на качелях с помощью снегоуброчной машины. Таким образом, мальчик обставляет это как самоубийство.
Эшли говорит Гаррету, что Люк использует его и он им манипулирует в своих целях. Мальчик решает отпустить Эшли и вместе с ней убежать за помощью к соседям, но Люк стреляет ему в живот из винчестера, а затем добивает в голову. После этого он заявляет, что тот начал его бесить.
Оставшись наедине с Эшли, Люк ложится ей на плечо. Поняв, что он не отпустит её живой, она говорит ему, что знает, почему мама Люка старается его избегать. Так и не узнав ответ, мальчик равнодушно бьёт её перочинным ножом в горло и оставляет истекать кровью. Люк спокойно уходит на улицу и приступает к реализации своего плана.
Он пачкает пальцы повешенного Джереми краской и оставляет его отпечатки по всему дому, и на всех орудиях убийств. Согласно сценарию Люка, Джереми увидел сообщение Эшли в Твиттере, приехал в дом Лернеров и убил её, Рики и Гаррета, а сам покончил с собой. Записка с извинением выступает как признание в убийствах.
После всего совершенного Люк чинит сломанные гаджеты, ест печенье с молоком, чистит зубы и спокойно идёт спать. Оказывается, что Люк использует свой лживый лунатизм в качестве алиби. Заперев дверь на карандаш с наружней стороны, он попадает в свою комнату через окно, пьёт снотворное и ложится в кровать.
Приехавшие родители в шоке видят все, что происходило в гостиной и вызывают полицию. Выносят тела. Проснувшийся Люк удивленно спрашивает маму, что произошло. Он улыбается, так как у него все получилось… Но не все так гладко.
Внезапно оказывается, что одна из жертв ещё жива. Люк смотрит в окно, и видит, как из дома выносят Эшли. Она выжила, так как заклеила рану на шее полоской скотча. Эшли жизнеутверждающе показывает фак. Её увозит скорая, а Люк смотрит ей вслед сквозь падающие снежинки…
В сцене после титров Люк говорит маме, что беспокоится за Эшли и хочет навестить её в больнице. Концовка фильма открыта.

## В ролях
- Оливия Деджонг — Эшли
- Леви Миллер — Люк
- Эд Оксенбульд — Гарретт
- Алекс Микич — Рики
- Дейкр Монтгомери — Джереми
- Патрик Уорбертон — Роберт Лернер
- Вирджиния Мэдсен — Деандра Лернер

## Награды и номинации
| Год  | Награда                                      | Номинант(ы)          | Категория                                              | Итог      |
| ---- | -------------------------------------------- | -------------------- | ------------------------------------------------------ | --------- |
| 2016 | Monster Fest                                 | «Смотри по сторонам» | Лучший австралийский художественный фильм              | Победа    |
| 2016 | Monster Fest                                 | Леви Миллер          | Лучшее исполнение мужской роли в художественном фильме | Победа    |
| 2016 | Ithaca International Fantastic Film Festival | «Смотри по сторонам» | Лучший фильм (премия жюри)                             | Победа    |
| 2016 | Ithaca International Fantastic Film Festival | «Смотри по сторонам» | Лучший фильм (приз зрительских симпатий)               | Победа    |
| 2017 | FrightFest                                   | Леви Миллер          | Лучший актёр (премия жюри)                             | Победа    |
| 2017 | FrightFest                                   | Крис Пековер         | Лучшая смерть (премия жюри)                            | Победа    |
| 2017 | FrightFest                                   | Крис Пековер         | Лучший фильм (премия жюри)                             | Номинация |
| 2017 | «Fantasia Film Festival»                     | Крис Пековер         | Лучший фильм (приз зрительских симпатий)               | Победа    |
| 2017 | «Золотой ворон»                              | Крис Пековер         | Международный конкурс                                  | Победа    |